# إرشاد المهتدين إلى نصرة المجتهدين
إرشاد المهتدين إلى نصرة المجتهدين هو كتاب يبحث في مسألة الاجتهاد، ألفه الحافظ جلال الدين السيوطي (849-911)، أخذ مؤلف الكتاب في البحث في ثلاث مسائل:
1. هل الاجتهاد موجود الآن، أو لا ؟
2. هل المجتهد المطلق هو المجتهد المستقل؟ أو بينهما فرق؟
3. هل المجتهد له أن يتولى المدارس الموقوفة على الشافعية مثلا، أو لا ؟

وقد تحدث جلال الدين السيوطي في خاتمة كتابه بملخص تأليفه لكتابه:
| إرشاد المهتدين إلى نصرة المجتهدين | وقد منّ الله علي بانفرادي بالقيام بغرض الاجتهاد في هذا الوقت وحدي على الانفراد فلله الحمد والمنة... ولا حول ولا قوة إلا بالله العليّ العظيم، وأفاض علينا بفيضه العميم، إنه جواد كريم | إرشاد المهتدين إلى نصرة المجتهدين |